# Marian Morawczyński
Marian Morawczyński (ur. 12 kwietnia 1932 w Dębicy, zm. 16 września 2016 tamże) – polski nauczyciel, publicysta i działacz społeczny, związany z Dębicą.

## Życiorys
Był doktorem nauk humanistycznych. Ukończył filologię polską na Katolickim Uniwersytecie Lubelskim. Pracował jako nauczyciel języka polskiego w szkołach podstawowych w Nagawczynie oraz Dębicy. Następnie pełnił funkcję podinspektora oraz inspektora oświaty, a od 1981 roku kierował oddziałem Instytutu Kształcenia Nauczycieli i Badań Oświatowych w Tarnowie. W 1991 roku przeszedł na emeryturę.
W 1960 roku był jednym z założycieli Towarzystwa Przyjaciół Nauk w Dębicy, które następnie przekształciło się w Towarzystwo Przyjaciół Ziemi Dębickiej. Był prezesem Towarzystwa w latach 1991-2003, natomiast od 2001 roku piastował godność honorowego prezesa TPZD. Współtworzył Izbę Regionalną, a następnie Muzeum Regionalne w Dębicy. Ponadto działał w Związku Harcerstwa Polskiego oraz w KS Wisłoka Dębica. Był również autorem publikacji historycznych oraz literaturoznawczych, dotyczących ziemi dębickiej.
Po śmierci został pochowany na cmentarzu komunalnym przy ul. Cmentarnej w Dębicy.

## Nagrody i odznaczenia
Za swe zasługi został uhonorowany m.in. Krzyżem Kawalerskim Orderu Odrodzenia Polski, Medalem Komisji Edukacji Narodowej oraz odznakę Zasłużony Działacz Kultury. Otrzymał również nagrodę „Uskrzydlonego”, przyznawaną przez Tarnowską Fundacje Kultury (2008) oraz tytuł „Zasłużony dla Dębicy” (2010).

## Wybrane publikacje
- Rzeź 1846 r. (Tarnów 1992)
- Od Raby do Wisłoki: Szlakami pióra (Tarnów 1995)